# Blick
Blick és un diari de Suïssa en llengua alemanya publicat per l'empresa Ringier a la ciutat de Zúric. Blick es va fundar l'any 1959 i en el període de 1965 a 1996 tenia una circulació de 335.143 còpies, el 1997 tenia una circulació de 315.548. Inicialment era de gran format fins al 2005 que va canviar a gran format i el 2009 va tornar a canviar a gran format. Blick té una tendència política de caràcter centreesquerre.